# Erich Seelig
Erich Seelig (* 15. Juli 1909 in Bromberg; † 19. Januar 1984) war ein deutscher Boxer. Er wurde von seinem Bruder Heinrich Seelig betreut. Seelig war Mitglied der Boxgruppe von Tennis Borussia Berlin. Am 12. November 1931 wurde er Deutscher Meister im Mittelgewicht. Am 28. Februar 1933 errang er vor 2000 Zuschauern im Theater Flora in Hamburg gegen den um sechs Kilogramm schwereren Helmut Hartkopp in einem 12-Runden-Kampf auch den Meistertitel im Halbschwergewicht. Am 31. März 1933 sollte er in der Arena Neue Welt in Berlin gegen den Ex-Meister Hans Seifried aus Bochum seinen Titel im Mittelgewicht verteidigen.
Aufgrund seiner jüdischen Abstammung wurde Seelig von der SA am Vorabend des Kampfs bedroht. Zugleich sprach ihm der Verband Deutscher Faustkämpfer die Teilnahmeberechtigung ab. Er erkannte ihm 1933 die deutschen Titel im Halbschwergewicht und Mittelgewicht ab. Die Brüder Seelig veräußerten ihr Boxstudio in der Georgenkirchstraße in Berlin an den Vater des Weltergewichtlers Alfred Katter, der es als Sportschule Katter weiterführte, und flohen nach Paris. Seelig floh weiter über Kuba in die Vereinigten Staaten. Dort blieb er als Boxer erfolgreich und gewann unter anderem 1935 gegen Mickey Walker.